# Wapen van Warga

Wapen van Warga

Het wapen van Warga is het dorpswapen van het Nederlandse dorp Warga, in de Friese gemeente Leeuwarden. Het wapen werd in 1986 geregistreerd.

## Beschrijving
De blazoenering van het wapen in het Fries luidt als volgt:
Yn sulver in blauwe dwarsbalke mei slaggen deryn, belein mei in gouden reed; boppe-oan beselskippe fan twa reade kamrêden en ûnderoan trije reade fisken, pleatst twa-ien.
De Nederlandse vertaling luidt als volgt: 
In zilver een blauwe dwarsbalk met slagen erin, belegd met een gouden schaats; bovenaan vergezeld van twee rode tandwielen en onderaan drie rode vissen, geplaatst twee-een.
De heraldische kleuren zijn: zilver (zilver), azuur (blauw), goud (goud) en keel (rood).

## Symboliek
- Dwarsbalk: symbool voor het Ald Djip, een riviertje dat vanaf Bergum via Suawoude, Wartena, Warstiens en Warga richting de Middelzee stroomde.[2]
- Tandwielen: duiden op de vroegere boterfabriek in het dorp.[2]

Schaats: staat voor het vervaardigen van schaatsen in Warga.
- Vissen: verwijzen naar het voormalige Wargaastermeer.[2]